# Абедати
Абедати (груз. აბედათი) — село в Грузии, на территории Мартвильского муниципалитета края (мхаре) Самегрело-Верхняя Сванетия.

## География
Село находится в западной части Грузии, к северу от реки Абаши, на расстоянии приблизительно 5 километров (по прямой) к западо-юго-западу от города Мартвили, административного центра муниципалитета. Абсолютная высота — 112 метров над уровнем моря.

## Население
По результатам официальной переписи населения 2014 года в Абедати проживал 541 человек (278 мужчин и 263 женщины). В национальной структуре населения грузины составляли 99,8 %.
| Год  | Население, человек |
| ---- | ------------------ |
| 2002 | 464                |
| 2014 | ↗ 541              |